# Glandă salivară
Glandele salivare sunt glande exocrine din cavitatea bucală, care produc salivă. Glandele salivare sunt glande specifice vertebratelor.

## Tipuri de glande
- Glandă sublinguală;
- Glandă parotidă;
- Glandă submandibulară;
- Alte tipuri de glande, precum:
  - Glanda lui Ebner;
  - mucoasa bucală.

## Citologie
În cadrul glandelor salivare există 2 tipuri de celule:
- celule mucoase;
- celule seroase.